# 香港2013年5月
- 5月1日：青衣青逸酒店發生五一內地旅客香港爭議事件，一個內地旅行團的部分團友，不滿旅遊巴遲到及導遊態度，報警求助，又要求旅行社每人賠償。[1]
- 5月8日：北角碼頭嬰屍案。
- 5月11日：北角渣華道男子遇襲案。
- 5月17日下午：港鐵輕鐵一列761P綫拖卡列車在駛經坑尾村至塘坊村的路軌交匯點時發生脫軌意外，造成77人受傷。涉事的輕鐵中國南車輕軌車輛車齡超過三年。有關路段的輕鐵服務受事件影響而停駛，至翌日早上才恢復服務。[2]
- 5月18日：堅尼地城爹核士街新萬福護理院命案。
- 5月22日：香港天文台發出3年來首個黑色暴雨警告，[3]歷時五個小時，是有紀綠以來第二長的黑雨警告。全港普遍錄得逾200毫米雨量，水浸、塌樹和山泥傾瀉處處，其中秀茂坪利安道和順安道一帶斜坡疑不勝負荷致泥石坍塌，交通癱瘓。[4]
- 5月29日：九龍城打鼓嶺道縱火案。